# Sigismund Anton Graf von Hohenwart
Sigismund Anton von Hohenwart SJ (ur. 2 maja 1730 w Krainie, zm. 29/30 czerwca 1820 w Wiedniu) – austriacki duchowny rzymskokatolicki, w latach 1803–1821 książę arcybiskup metropolita Wiednia.

## Życiorys
Urodził się 2 maja 1730 we wsi Kolovec. Wstąpił do zakonu Jezuitów w 1846, studiował teologie w Grazu. Wyświęcony na kapłana został 7 października 1759 w Salzburgu, w 1778 został nauczycielem przyszłego cesarza Franciszka II oraz jego braci. 10 lutego 1791 został przedstawiony jako biskup Triestu, papież zaakceptował ten wybór 26 września tego samego roku. Sakrę otrzymał 23 października 1791 z rąk biskupa Michaela Léopolda Brigido von Marenfels und Bresoviz. Następnie pełnił funkcje biskupa St. Pölten (1794–1803).
W 1803 został mianowany oraz zatwierdzony arcybiskupem Wiednia, ingres do katedry miał miejsce 24 sierpnia tego samego roku. Hohenwart podniósł poziom edukacji w seminariach mu podległych, promował redemptorystów. Był przeciwnikiem Napoleona Bonaparte. Zmarł 29 lub 30 czerwca 1820 i został pochowany w krypcie biskupów katedry św. Szczepana.